# Adnane Tighadouini
Adnane Tighadouini (ur. 30 listopada 1992 w Ede) – holenderski piłkarz występujący na pozycji pomocnika w Málaga CF.